# Відступник
Не плутати з однойменним радянським науково-фантастичним фільмом 1987 року.
«Відступник» — британський драматичний фільм про Малькома, який пережив психологічну травму в дитинстві й тепер уже дорослий чоловік знаходиться в постійній боротьбі з самим собою. В Україні вперше стрічку продемонстрували 11 січня 2018 року.

## Сюжет
Мальком у дитинстві відвідував церкву та потоваришував зі священиком, який став для нього взірцем. Однак святий отець скористався довірою хлопчика та зґвалтував його. Переживши психологічний стрес уже дорослий Мальком так і не зміг побороти своє минуле. Щоб змінити щось він одружується з Еммою та Мальком весь час тяжіє від своїх проблем, які впливають на його вчинки.

## У ролях
| Актор             | Роль    |
| ----------------- | ------- |
| Орландо Блум      | Мальком |
| Джанет Монтгомері | Емма    |
| Чарлі Крід-Майлз  | Пол     |
| Анна Рейд         | мати    |
| Алекс Фернс       | Джо     |
| Джош Маєрс        | Колін   |
| Джеймс Смайллі    | Джіммі  |
| Кайл Різ          | Мік     |
| Наташа Спаркс     | Сью     |

## Створення фільму

### Виробництво
Зйомки фільму проходили в Лондоні, Велика Британія.

### Знімальна група
- Кінорежисери — Людвіг Шаммасян, Пол Шаммасян
- Сценарист — Джефф Томпсон
- Кінопродюсери — Джаспер Грем, Джеймс Гарріс, Марк Лейн, Шитал Вінод Талвар
- Кінооператор — Фелікс Відеманн
- Кіномонтаж — Пол Шаммасян
- Композитор — Стівен Гілтон
- Художник-постановник — Ентоні Ніл
- Артдиректор — Джек Джефсон
- Художник по костюмах — Найджел Еджертон
- Підбір акторів — Колін Джонс[2].

## Сприйняття

### Критика
Рейтинг стрічки на сайті Internet Movie Database — 5,2/10  на основі 149 голосів.

### Номінації та нагороди
| Нагороди та номінації фільму «Відступник» | Нагороди та номінації фільму «Відступник» | Нагороди та номінації фільму «Відступник» | Нагороди та номінації фільму «Відступник» | Нагороди та номінації фільму «Відступник» | Нагороди та номінації фільму «Відступник» |
| Рік                                       | Кінофестиваль/кінопремія                  | Категорія/нагорода                        | Номінант                                  | Результат                                 |                                           |
| ----------------------------------------- | ----------------------------------------- | ----------------------------------------- | ----------------------------------------- | ----------------------------------------- | ----------------------------------------- |
| 2017                                      | Міжнародний кінофестиваль в Единбурзі     | Найкраще виконання                        | Анна Рейд                                 | Перемога                                  |                                           |